# Calospila gallardi
Espèce
Calospila gallardi est un insecte lépidoptère appartenant à la famille  des Riodinidae et au genre Calospila.

## Dénomination
Calospila gallardi a été décrit par Christian Brévignon en 1995 .

## Écologie et distribution
Calospila gallardi n'est présent qu'en Guyane.

### Biotope
Il réside dans la forêt tropicale.

### Protection
Pas de statut de protection particulier.